# Balseros del Titicaca (Libro)
Balseros del Titicaca (libro) es una narración del escritor Emilio Romero Padilla, publicada originalmente en 1934. El cambio de la ideología y la estética que el autor presenció, replicó en su obra con el movimiento indigenista y vanguardista.

## Argumento
Emilio Romero, como narrador omnisciente, a través de una serie de relatos y  retrata la vida cotidiana, las creencias tradicionales y socioculturales de los balseros del lago Titicaca en Puno, así como de agricultores, hacendados y pastores. Su obra expone como testimonio situaciones de injusticia y marginalidad ante el ingreso de la modernidad que el autor presenció. El tema central de la narrativa es la condición de vida: los balseros enfrentan la escasez de pesca, los antiguos pobladores y hacendados conviven en un sistema marcado de desigual, y relatos como el de un músico de zampoña ve frustrado su sueño de tocar en festividades debido a la imposibilidad de adquirir la vestimenta tradicional requerida.
Los personajes principales incluyen tanto individuos como comunidades, además de personajes inusuales que reflejan las creencias del altiplano, como en "Viejo granizo" y "Un grito en la cumbre". La narración "Un relato de la sierra" expone una sociedad marcada de un diferenciado sistema social, donde el hacendado somete a los miembros de su servidumbre a condiciones inhumanas. Otros temas abordados en la obra incluyen la vida de la mujer en el orden patriarcal. Asimismo, en su narración "Casta de perros", muestra una categoría metafórica sobre el fuerte y circunstancial lazo del hijo del hacendado y un perro pastor de la lejanía estancia.

## Ediciones
- La "Edición Peruactual" (1934) [1]publicó los cuentos recopilados en forma de libro. [3]
- La edición de la "Biblioteca Abraham Valdelomar" (2014) publicó una actualizada versión de la obra. [6]
- La editorial "Lluvia editores" (2017) publicó una versión infantil con las ilustraciones en acuarela de Catalina Gómez. [7][8]